# Красный Порог
Красный Порог — деревня в Коськовском сельском поселении Тихвинского района Ленинградской области.

## История
Деревня Святая упоминается на карте Новгородского наместничества 1792 года А. М. Вильбрехта.
Как деревня Святой Порог она обозначена на «Специальной карте западной части России» Ф. Ф. Шуберта 1844 года.

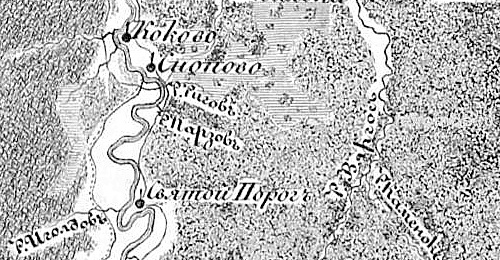
Деревня Святой Порог на семитопографической карте Новгородской губернии 1847 года

СВЯТОЙ-ПОРОГ (СВЯТОЕ, СВЯТОВО) — деревня Косковского общества, прихода Шиженского погоста. Река Паша. 

Крестьянских дворов — 13. Строений — 27, в том числе жилых — 22. Столярная мастерская. 

Число жителей по семейным спискам 1879 г.: 28 м. п., 30 ж. п.; по приходским сведениям 1879 г.: 27 м. п., 30 ж. п.

В конце XIX — начале XX века деревня административно относилась к Саньковской волости 1-го земского участка 2-го стана Тихвинского уезда Новгородской губернии.

СВЯТОЙ ПОРОГ (СВЯТОЕ, СВЯТОВО) — деревня Косковского общества, дворов — 16, жилых домов — 16, число жителей: 55 м. п., 49 ж. п.
 
Занятия жителей — земледелие, лесные заработки. Река Паша. Часовня. (1910 год)

С 1917 по 1918 год деревня Святой Порог входила в состав Саньковской волости Тихвинского уезда Новгородской губернии. 
С 1918 года в составе Череповецкой губернии.
С 1924 года в составе Прогальского сельсовета.
С 1927 года в составе Пашского сельсовета Тихвинского района.
В 1928 году население деревни Святой Порог составляло 106 человек.
Согласно карте Ленинградской области Северо-западного аэрогеодезического треста ГГУ издания 1932 года деревня называлась Святое и насчитывала 11 крестьянских дворов. В деревне находилась часовня:
| Внешние изображения | Внешние изображения               |
| ------------------- | --------------------------------- |
|                     | Деревня Святое на карте 1932 года |

По данным 1933 года деревня Святое входила в состав Пашского сельсовета.
В 1958 году население деревни Святой Порог составляло 59 человек.
По данным 1966 года деревня называлась Святое и также входила в состав Пашского сельсовета.
По данным 1973 года деревня называлась Красный Порог и входила в состав Пашского сельсовета.
По данным 1990 года деревня Красный Порог входила в состав Шиженского сельсовета.
В 1997 году в деревне Красный Порог Шиженской волости проживали 7 человек, в 2002 году — также 7 человек (все русские).
В 2007 году в деревне Красный Порог Коськовского СП проживали 8 человек, в 2010 году — 3.

## География
Деревня расположена в северо-западной части района близ автодороги 41К-021 (Паша — Часовенское — Кайвакса).
Расстояние до административного центра поселения — 3 км.
Расстояние до ближайшей железнодорожной станции Тихвин — 53 км.
Деревня находится на правом берегу реки Паша.

## Демография
| 2007 | 2010 | 2017 |
| ---- | ---- | ---- |
| 8    | ↘3   | ↗13  |

### Национальный состав
Согласно данным Всероссийской переписи населения 2021 года в деревне проживали 11 человек, все русские.

## Улицы
Пашская, Святовская.